# Rewa (Fiji)
Rewa is een van de veertien provincies van Fiji, in de divisie Central. Het is gelegen op het eiland Viti Levu. De provincie is 272 km² en daarmee de kleinste provincie van het land. De provincie had in 1996 101.547 inwoners. De hoofdstad is Suva, dat tevens landshoofdstad is.
Divisies: Central · Eastern · Northern · Western

Provincies: Ba · Bua · Cakaudrove · Kadavu · Lau · Lomaiviti · Macuata · Nadroga-Navosa · Namosi · Naitasiri · Ra · Rewa · Serua · Tailevu

Dependency: Rotuma